# Proxy SMTP
 (avril 2022).
Les proxys SMTP sont des agents de transfert de messagerie (MTA) spécialisés qui, à l'instar d'autres types de serveurs proxy, transmettent les sessions SMTP à d'autres MTA sans utiliser l'approche de stockage et de transfert d'un MTA classique.
Lorsqu'un proxy SMTP reçoit une connexion, il initie une autre session SMTP vers un MTA de destination. Toute erreur ou information d'état du MTA de destination sera renvoyée au MTA expéditeur via le proxy.

## Usages
Les proxys SMTP sont couramment utilisés pour traiter et filtrer un trafic de messagerie entrant et sortant.

### Proxy SMTP entrant
Les proxys SMTP servent souvent de couche initiale orientée réseau (dans un système de messagerie) traitant les connexions SMTP des clients avant de transférer les données vers une deuxième couche de serveurs de messagerie. Les proxys SMTP implémentent souvent la première et/ou la seule couche de défense dans un système de filtrage anti-spam entrant, où ils peuvent analyser les messages à l'aide d'un filtre de contenu anti-spam ou d'un programme antivirus, bloquer ou limiter les connexions à l'aide de listes noires DNS et d'un système de réputation, et répartir la charge des connexions SMTP pour éviter la surcharge des serveurs de messagerie.

#### Avantages du proxy SMTP
Étant donné que les proxys SMTP ne stockent pas les messages comme le fait un agent de transfert de courrier (MTA), ils peuvent rejeter les connexions SMTP ou le contenu des messages en temps réel, éliminant ainsi le besoin de rapports de non-distribution (NDR) hors bande, qui sont la cause de la rétrodiffusion des courriels, un problème grave dans le système de messagerie Internet.
Certains proxys SMTP implémentent la gestion des connexions TCP (également appelée contrôle de flux ) ce qui peut aider à réduire les dommages aux serveurs de messagerie en aval résultant de pics de trafic TCP provenant de clients SMTP malveillants. La gestion des connexions TCP dans le contexte SMTP implique généralement une limitation de la bande passante et/ou l'introduction de retards dans les réponses aux commandes SMTP (ceci est également connu sous le nom de tarpitting). Lorsqu'elles sont ralenties, certaines sources malveillantes de trafic SMTP telles que les robots spammeurs ont tendance à abandonner plutôt que de livrer un courriel complet.
Le tarpitting réseau peut être difficile à mettre en œuvre au sein d'un serveur de messagerie, car chaque connexion SMTP y est traitée plus lentement que la normale, ce qui monopolise souvent de précieuses ressources système telles que la mémoire et le processeur (« CPU »). Étant donné que les proxys SMTP peuvent être implémentés à l'aide de techniques de programmation plus légères telles que les E/ S asynchrones (par exemple nginx, Node.js, Netty et Libevent), des milliers de connexions peuvent être manipulées en utilisant les mêmes ressources qu'un nombre restreint de connexions dans ce contexte.

### Proxy SMTP sortant
Les proxys SMTP sont parfois insérés entre les serveurs de messagerie d'envoi sur un réseau local et leurs homologues de réception sur Internet. Les proxys SMTP sont souvent utilisés dans ce contexte afin de filtrer les spams sortants ; cependant, d'autres applications telles que la signature DKIM (Domain Keys Identified Mail) existent également.

## Types de proxys SMTP
Les proxys SMTP se déclinent en quelques fondamentaux :
- Synchrone - chaque connexion client SMTP amène le proxy à établir une connexion unique avec un serveur de messagerie en aval. Voir le projet open source smtp-gated pour un exemple de proxy SMTP synchrone.
- Multiplexage - le proxy établit des connexions en aval avec le serveur de messagerie uniquement selon les besoins et en jonglant intelligemment avec un pool de connexions SMTP ; ce jonglage protège le serveur de messagerie en aval d'une simultanéité excessive des connexions[4].
- Transparent - le proxy est inséré dans le réseau entre les clients et les serveurs, se faisant passer pour tel que le client et le serveur croient qu'ils se parlent directement, même s'il y a un proxy au milieu. Le produit «MailChannels Outbound» de MailChannels implémente un proxy dit « transparent »[5]. Le routage basé sur des règles peut être utilisé pour acheminer un trafic SMTP via un proxy SMTP transparent.